# Anne-Laure Meury
Anne-Laure Meury est une actrice française née le 1er avril 1964.

## Filmographie
- 1975 : Marie-Antoinette, télésuite de Guy-André Lefranc : Madame Royale à Versailles
- 1976 : L'Homme de sable, téléfilm de Jean-Paul Carrère
- 1977 : Les Folies d'Offenbach (1re partie La Belle Hélène, 2e partie Monsieur Choufleuri restera chez lui), télésuite de Michel Boisrond
- 1978 : Un ours pas comme les autres, télésuite de Nina Companeez : Charlotte
- 1978 : Perceval le Gallois d’Éric Rohmer : la pucelle aux petites manches
- 1980 : La Tisane de sarments, téléfilm (Cinéma 16) de Jean-Claude Morin : Paule
- 1980 : L'Enfant dans le corridor, téléfilm de Jacques Tréfouel : Marie de Grandcamp
- 1981 : La Femme de l'aviateur d’Éric Rohmer : Lucie Lavalette
- 1982 : Josepha de Christopher Frank : Babette Duchemin
- 1983 : Une villa aux environs de New York, téléfilm de Benoît Jacquot : Clara
- 1983 : Liberty belle de Pascal Kané : Corinne
- 1983 : L'Ange foudroyé, téléfilm de Bernard Férie : Lucille
- 1987 : La Villa du cap, court métrage de Laurent de Bartillat
- 1987 : L'Ami de mon amie d’Éric Rohmer : Adrienne
- 1987 : Les Nouveaux Tricheurs de Michaël Schock
- 1987 : Scènes du radeau de la méduse, court métrage de Paul Grandsard (uniquement monteuse)
- 1989 : Une fille d'Ève, téléfilm d'Alexandre Astruc : Marie-Eugénie
- 1998 : La Momie à mi-mots, moyen métrage de Laury Granier